# Reinhold Bilgeri
Reinhold Bilgeri (né le 26 mars 1950 à Hohenems) est un chanteur et auteur-compositeur autrichien.

## Biographie
Reinhold Bilgeri se forme pour devenir enseignant dans le secondaire en allemand, en géographie, en philosophie et en psychologie et enseigne au gymnasium de Feldkirch jusqu'en 1981.
Durant les années 1970, il forme avec l'écrivain Michael Köhlmeier le duo Bilgeri & Köhlmeier (de). Il connaît le succès en 1973 avec la chanson Oho Vorarlberg. Bilgeri a aussi une renommée régionale avec son groupe rock "Clockwork" jusqu'au début de sa carrière solo en 1981.
Avec Videolife, il se classe dans les meilleures ventes en Autriche cette année-là. Avec d'autres titres comme Love Is Free ou Some Girls are Ladies, il entre vingt fois dans le classement pop.
Au début des années 1990, il épouse la mannequin et actrice Beatrix Kopf (de). Ils ont une fille Laura Bilgeri (de), née en 1995.
En décembre 2002, le titre Silver Bell est diffusé largement sur les radios et les télévisions allemandes. Après une compilation de ses succès en 2005, il publie un album jazz Jazzz it - Songs von Gershwin bis Deep Purple comprenant des collaborations avec Joe Meixner (de), Harry Sokal (de), Willi Langer (de), Christian Lettner (de) ou The Rounder Girls.
Par ailleurs, Bilgeri écrit. Il publie en 2005 Der Atem des Himmels ("Le Souffle du ciel"), un roman inspiré de l'avalanche catastrophique dans le Großes Walsertal en 1954. Fin 2006, son spectacle mélange ses morceaux de jazz et des lectures de passages de son roman. En 2009, il signe l'adaptation au cinéma et la réalisation du film (de) qui sort en 2010.
Il est également l'oncle de l'acteur Éric Judor.

## Discographie

### Albums
- 1973: Owie lacht (avec Michael Köhlmeier)
- 1978: Wake me (Bilgeri & Clockwork)
- 1981: Bilgeri
- 1984: Alaska
- 1987: Songs of Love
- 1988: Porträt
- 1990: Forever in Love
- 1990: Porträt 2
- 1991: Lonely Fighter
- 1993: A Man and a Woman
- 1994: Heaven on earth
- 1996: Bilgeri/Köhlmeier live
- 2001: oho
- 2005: Best Of Bilgeri
- 2006: Jazzz it

### Singles
- 1973: Oho Vorarlberg
- 1981: Video Life
- 1981: In the Night
- 1982: Nothing but a heartache
- 1982: No respect
- 1983: Late again
- 1984: She's a breakdancer (Body To Body) feat. Judith Szűcs
- 1984: Desperado
- 1987: Some Girls are Ladies
- 1987: Missing You
- 1987: Sayonara Boy
- 1989: When a Girl Cries
- 1989: Love is Free
- 1990: Do You Want me Tonite
- 1991: In Love With Two Ladies
- 1991: Keep Your Love Alive
- 1992: I'm Gonna Take You Home
- 1993: Breaking Free
- 2002: Silver Bell
- 2003: Still in Love
- 2004: Video Life 04

## Filmographie
- 2010: Der Atem des Himmels (de) (adaptation de son roman, réalisation, production)

## Source
- (de) Cet article est partiellement ou en totalité issu de l’article de Wikipédia en allemand intitulé « Reinhold Bilgeri » (voir la liste des auteurs).